# Civilization V
Civilization V (o Sid Meier's Civilization V) è un videogioco strategico a turni, appartenente alla serie Civilization iniziata da Sid Meier. Sviluppato da Jon Shafer, il gioco è uscito per Windows il 21 settembre 2010 in Nord America, e il 24 settembre in Europa tramite la piattaforma Steam, e in seguito il 23 novembre in tutto il mondo su Macintosh, e il 10 giugno 2014 su Linux.
In Civilization V il giocatore guida una civiltà dalla preistoria fino all'era spaziale (in un ipotetico futuro), su mappe generate casualmente, con obiettivi di vittoria conseguibili tramite ricerca, diplomazia, espansione, sviluppo economico, governo e conquista militare. Il gioco è basato su un nuovo motore grafico con mappa esagonale invece della mappa a quadrati che caratterizzava i precedenti Civilization.
Molti elementi di Civilization IV e delle sue espansioni sono stati rimossi o modificati, come ad esempio la religione e lo spionaggio, che sono però stati reintrodotti nelle espansioni successive. Il sistema di combattimento è stato rivisto, con la rimozione della possibilità di impilare unità e con la possibilità di difesa della città anche in assenza di truppe. La mappa contiene inoltre città stato, ovvero piccoli imperi che non concorrono per la vittoria disponibili per commercio, diplomazia e conquista. I confini delle civiltà si espandono inoltre in modo più realistico, favorendo terreni più produttivi, ed il concetto di strade è stato rivisto.
Il gioco supporta elementi di interazione con la comunità, il modding e il multiplayer.

## Modalità di gioco

### Civiltà controllate dal computer
L'intelligenza artificiale in Civilization V opera a quattro livelli: l'intelligenza artificiale tattica controlla le singole unità, quella operazionale agisce a livello di fronte, quella strategica gestisce l'intera civiltà e quella gran-strategica sovrintende il raggiungimento di obiettivi a lungo termine e della vittoria della partita. Le intelligenze artificiali si completano ed interagiscono fra loro portando a differenti comportamenti delle civiltà in gioco.
Ciascuno dei leader controllati dall'intelligenza artificiale avrà una personalità unica, determinata dalla combinazione di "tendenze" in una scala da dieci punti. Ci sono 25 "tendenze" racchiuse nelle categorie crescita, espansione, strategia, preferenze militari, flotta e sviluppo; i valori per ciascun leader possono variare da una partita all'altra.

### Civiltà e leader disponibili
Ci sono 18 civiltà disponibili nell'edizione base di Civilization V. Il giocatore sceglie una civiltà e ne assume il ruolo di leader, impersonando importanti figure storiche. Ogni civiltà dispone di un'unità unica, un'altra unità unica oppure un edificio unico, e un'abilità speciale. Il giocatore potrà interagire con gli altri leader tramite la schermata della diplomazia, caratterizzata, per la prima volta nella serie, da personaggi pienamente caratterizzati che parlano la propria lingua originaria.
Le civiltà disponibili sono gli Americani di George Washington, gli Arabi di Hārūn al-Rashīd, gli Aztechi di Montezuma I, i Cinesi di Wu Zetian, gli Egiziani di Ramsete II, i Francesi di Napoleone, i Giapponesi di Oda Nobunaga, i Greci di Alessandro, gli Indiani di Gandhi, gli Inglesi di Elisabetta, gli Irochesi di Hiawatha, gli Ottomani di Solimano, i Persiani di Dario I, i Romani di Cesare Augusto, i Russi di Caterina, i Siamesi di Ramkhamhaeng, i Songhai di Askia e i Tedeschi di Otto von Bismarck.

### Città stato
Le città stato sono un elemento nuovo per la serie di Civilization, e sono civiltà minori che, pur espandendo i confini culturali, non possono fondare altre città, costruire meraviglie o conquistare altre città (ma possono comunque dichiarare guerra). Il giocatore può conquistarle, esigere tributi da loro, o rendersele amiche tramite versamenti in oro o completamento delle missioni per loro conto, quali distruggere villaggi barbarici, costruire meraviglie oppure ottenere grandi personaggi, ottenendo in cambio risorse (strategiche o di lusso) ed anche unità, compresi grandi personaggi se si è sbloccata la politica sociale apposita del mecenatismo, oltre che potenziali voti per una vittoria diplomatica. Esistono tre tipi di città stato, ossia "acculturate", "militari" e "mercantili", che forniscono come bonus rispettivamente cultura, unità militari e oro.
Le città stato costituiscono una novità anche in chiave diplomatica: possono portare alla guerra civiltà per il possesso della sfera di influenza e contribuiscono alla vittoria diplomatica. Se una civiltà dichiara guerra a un'altra, le potenziali città stato sue alleate le dichiareranno guerra, e di riflesso concludere una pace cesserà la guerra anche con quelle medesime città stato. Le città stato, di fatto, sono contraddistinte da un fattore chiamato Influenza, la quale diminuisce esigendo tributi o attraversando i territori della città stato non amica, mentre aumenta tramite le donazioni, le missioni e l'eliminazione di unità nemiche nei suoi pressi. Tutti i giocatori possono diventare amiche della stessa città stato, ma solo uno può diventarne alleata, possedendo maggior influenza di tutte, e può capitare che almeno due civiltà entrino in competizione per la stessa città stato.
Con il metodo dello spionaggio (introdotto in Gods & Kings), è possibile modificare, senza spendere denaro, l'influenza sulle città stato, il che può avvenire manipolando le elezioni o compiendo colpi di stato.

### Forme di governo
In Civilization V esistono 60 diverse forme di governo raggruppate in 10 differenti princìpi o "linee guida", ovvero Tradizionalismo, Libertà, Onore, Devozione, Mecenatismo, Commercio, Razionalismo, Ordine, Uguaglianza e Autocrazia. Ogni forma di governo può essere adottata da qualunque fazione, e influenza la sua azione di gioco. Alcune politiche sociali sono inoltre regolarmente impossibili da adottare una volta adottato un suo opposto, pena l'Anarchia, che dura un turno ma azzera ogni produzione, crescita e introito economico. Completando cinque rami delle politiche sociali, è possibile costruire il Progetto Utopia, con la quale si consegue una vittoria culturale.

## Contenuti scaricabili
Oltre alle 18 civiltà della versione standard, sono disponibili ulteriori civiltà come contenuti scaricabili (DLC, downloadable content): gli Inca, la Spagna, Babilonia, la Polinesia, la Danimarca e la Corea.
Al momento viene distribuita con la versione digitale deluxe da Steam e Direct2Drive. Sono state rese disponibili come bonus preordine anche diverse mappe: Cradle of Civilization: Mesopotamia (sulla piattaforma Steam), Cradle of Civilization: Asia (su Amazon.com), Cradle of Civilization: The Mediterranean (Gamestop e Play.com) e Cradle of Civilization: The Americas (Walmart). Gli scenari e le mappe singole vengono offerte come contenuto scaricabile dalla fine del 2010. La Mongolia di Genghis Khan è stata resa un DLC disponibile come bonus preordine fino al 25 ottobre 2010, a partire dalla quale è stata resa gratuita.

### Civilization V: Gods and Kings
Civilization V: Gods and Kings è la prima espansione del gioco su disco separato (si richiede il programma di base per l'installazione) ed introduce varie novità. Prima fra tutte è la religione, del tutto rimodernata e perfezionata, e con i culti presenti del Buddhismo, Cristianesimo, Confucianesimo, Giudaismo, Induismo, Islam, Shintoismo, Sikhismo, Taoismo, Tengrismo e Zoroastrismo (l'espansione successiva Brave New World dividerà il Cristianesimo in Cattolicesimo, Protestantesimo e Cristianesimo ortodosso). Altre novità sono nuove tecnologie, nuove unità (tra le quali citiamo il Grande Profeta e il Grande Ammiraglio, versione marittima del Grande Generale, ma anche l'arciere composito, via di mezzo tra l'arciere e il balestriere), due nuovi tipi di città-stato (marittime e religiose, che donano rispettivamente cibo e fede) e nove nuove civiltà con altrettanti leader (Svezia, Olanda, Celti, Unni, Spagna, Etiopia, Maya, Cartagine, Bisanzio e Austria). Gli Spagnoli, già presenti nei contenuti scaricabili, qui migliorati e potenziati, mantengono come sovrano Isabella di Castiglia.

### Civilization V: Brave New World
Il 9 luglio 2013, la Firaxis ha pubblicato la seconda espansione, Civilization V: Brave New World (Nuovo Mondo Impavido), la quale introduce nuove politiche rendendo più articolato il settore dedicato all'arte e alla cultura, modificando drasticamente la relativa vittoria ed introducendo elementi mai visti prima, come il turismo e l'archeologia pratica (finora presentata solo come tecnologia) e la possibilità di costruire dei musei per collezionare ogni opera dei grandi artisti (ora suddivisi in pittori, musicisti, e scrittori).
Sono state inoltre aggiunte nove nuove civiltà (Venezia, Zulu, Indonesia, Shoshone, Brasile, Marocco, Portogallo, Polonia e Assiria), più l'Etiopia, che era presente anche in Gods & Kings.

### Civilization V: Complete Edition
Il 7 febbraio 2014 è uscita la Complete Edition del gioco. Essa contiene, oltre al gioco base, tutte le espansioni e tutti i DLC usciti compresi tutti i pre-order bonus.

## Accoglienza
| Testata                            | Giudizio |
| ---------------------------------- | -------- |
| GameRankings (media al 31-01-2020) | 89,17%   |
| Metacritic (media al 31-01-2020)   | 90/100   |
| 1UP.com                            | C        |
| Eurogamer                          | 8/10     |
| G4                                 | 5/5      |
| Game Informer                      | 9,75/10  |
| GameSpot                           | 9,0/10   |
| GameTrailers                       | 9,4/10   |
| IGN                                | 9,0/10   |
| PC Gamer                           | 93/100   |

Civilization V ha ricevuto critiche molto positive, con un punteggio su Metacritic di 90/100 dopo 70 recensioni e del 89,17% dopo 49 recensioni su GameRankings.